# Douglas T2D
Douglas T2D là một loại máy bay ném bom ngư lôi của Hoa Kỳ.

## Biến thể
XTN-1
T2D-1
P2D-1

## Quốc gia sử dụng
Hoa Kỳ
- Hải quân Hoa Kỳ

## Tính năng kỹ chiến thuật (T2D)
Dữ liệu lấy từ The Encyclopedia of World Aircraft 
Đặc điểm tổng quát
- Kíp lái: 4
- Chiều dài: 42 ft (12,80 m)
- Sải cánh: 57 ft (17,37 m)
- Chiều cao: 15 ft 11 in (4,85 m)
- Diện tích cánh: 886 ft² (82,31 m²)
- Trọng lượng rỗng: 6.011 lb (2.726 kg)
- Trọng lượng cất cánh tối đa: 10.523 lb (4.773 kg)
- Động cơ: 2 × Wright R-1750 Cyclone, 525 hp (391 kW)  mỗi chiếc

 Hiệu suất bay 
- Vận tốc cực đại: 109 kn (125 mph, 201 km/h)
- Tầm bay: 397 nmi (457 mi, 735 km)
- Trần bay: 13.830 ft (4.215 m)
- Vận tốc lên cao: 1.000 ft/phút (304,8 m/phút)
- Tải trên cánh: 12,2 lb/ft² (58 kg/m²)
- Công suất/trọng lượng: 0,10 hp/lb (0,16 kW/kg)

Trang bị vũ khí

- 2 × súng máy M1919 Browning ,30 in (7,62 mm)
- 1 × ngư lôi1.618 lb (734 kg) hoặc lượng bom tương đương